# Diplotaenia damavandica
Diplotaenia damavandica là một loài thực vật có hoa trong họ Hoa tán. Loài này được Mozaff., Hedge & Lamond mô tả khoa học đầu tiên năm 1987.